# Ministeri d'Afers Socials d'Espanya
El Ministeri d'Afers Socials d'Espanya fou un dels departaments ministerials en els quals es dividí el govern d'Espanya.
Aquest ministeri fou creat l'any 1986 a l'inici del segon govern de Felipe González, existint durant tres legislatures. L'any 1993 part de les seves competències foren transferides al Ministeri de Treball i Seguretat Social d'Espanya i el 1996 desaparegué com a tal, fusionant la resta de les seves competències en el nou Ministeri de Treball i Afers Socials d'Espanya.

## Llista de ministres d'Afers Socials
| Legislatura     | Inici                 | Finalització          | Nom                     | Partit |
| --------------- | --------------------- | --------------------- | ----------------------- | ------ |
| III (1986-1989) | 26 de juliol de 1986  | 6 de desembre de 1989 | Matilde Fernández Sanz  | PSOE   |
| IV (1989-1993)  | 7 de desembre de 1989 | 12 de juliol de 1993  | Matilde Fernández Sanz  | PSOE   |
| V (1993-1996)   | 13 de juliol de 1993  | 5 de maig de 1996     | Cristina Alberdi Alonso | PSOE   |